# Bocchoris lumaralis
Bocchoris lumaralis là một loài bướm đêm trong họ Crambidae.